# Univerzita v Sheffieldu
Univerzita v Sheffieldu (The University of Sheffield) je veřejná výzkumná univerzita založená v roce 1897 sloučením tří místních institucí: Sheffieldské lékařské školy, Firth College a Sheffieldské technické školy. Roku 1905 získala královskou listinu a stala se plnohodnotnou univerzitou, jednou z devíti původních "červenocihelných". Skládá se z pěti fakult, které zahrnují 50 kateder a 82 výzkumných center a ústavů, plus mezinárodní fakultu sídlící v Řecku. Kampus univerzity se nachází převážně v blízkosti centra Sheffieldu a je rozdělen na dvě hlavní oblasti: Western Bank a St George’s. Univerzita také provozuje několik muzeí a knihoven v jiných částech města a okolí. Univerzita je členem prestižní Russell Group.
K jejím absolventům patří šest nositelů Nobelovy ceny (Howard Florey, Hans Adolf Krebs, George Porter, Richard J. Roberts, Harry Kroto, James Fraser Stoddart). Je britskou jedničkou v investicích do inženýrského výzkumu. Podle QS World University Rankings 2024 je 104. nejlepší vysokou školou na světě.
Vladimír Pucholt absolvoval v roce 1974 fakultu medicíny s vynikajícím prospěchem, získal Zlatou medaili za klinickou medicínu. Během studia na něj měli rozhodující vliv dva její pediatři, John Lorber a Ronald Illingworth, kteří ho přivedli ke specializaci na neonatologii.